# اکسان اگوی دوتایی
اَکسان اِگوی دوتایی نمادی است به شکل ( ˝ ) که برفراز حروف الفبای لاتین می‌نشیند.
پیشینهٔ استفاده از این نماد به سدهٔ پانزدهم میلادی در مجارستان بازمی‌گردد. زبان مجاری ۱۴ واکه دارد. هفت واکهٔ کوتاه: (a(A), e(E), i(I), o(O), ö, u(U), ü(Ü))؛ و هفت واکهٔ بلند که با اکسان اگو نوشته می‌شوند: á, é, í, ó, ú. دو حرف ő, ű با اکسان اگوی دوتایی هم نوشته می‌شوند. در آغاز سدهٔ بیستم در برخی از وامواژگان در زبان اسلواکیایی حرف A̋ a̋ استفاده‌می‌شد که صدای /æ:/ را می‌رساند.

## دیگر کاربردها
- در الفبای سیریلیک زبان چوواشی، Ӳ, ӳ نشان‌دهندهٔ صدای /y/ است.
- در نگارش زبان فاروئی گاه از ő به جای ø استفاده‌می‌شود.
- در الفبای آوانگاری بین‌المللی، اکسان اگوی دوتایی برای نشان‌دادن نواخت بسیار بالا کاربرد دارد.